# Dighton (Kansas)
Dighton è un comune degli Stati Uniti d'America, situato nello Stato del Kansas, nella contea di Lane, della quale è il capoluogo.